# Landvetters kyrka
Landvetters kyrka är en kyrkobyggnad belägen vid Landvettersjön i Härryda kommun. Den tillhör Landvetters församling i Göteborgs stift.

## Kyrkobyggnaden
Landvetters kyrka är en vit byggnad med rött tegeltak. Kyrkans äldsta partier, långhusets murar, är till stora delar från 1300-talet. Tornet uppfördes 1836–1845, varefter kyrkan byggdes till åt öster. Den senaste tillbyggnaden är sakristian, vilken tillkom 1957. Koret med avskurna hörn ligger i öster och ett trubbigt torn med smalare överdel i väster. 
Kyrkan omges av en kyrkogård som sluttar åt väster, ned mot vattnet. Resliga almar och lindar ger skydd och grönska. Dagens kyrka är präglad av 1800-talet, men har en del äldre inventarier såsom predikstolen och dopfunten.

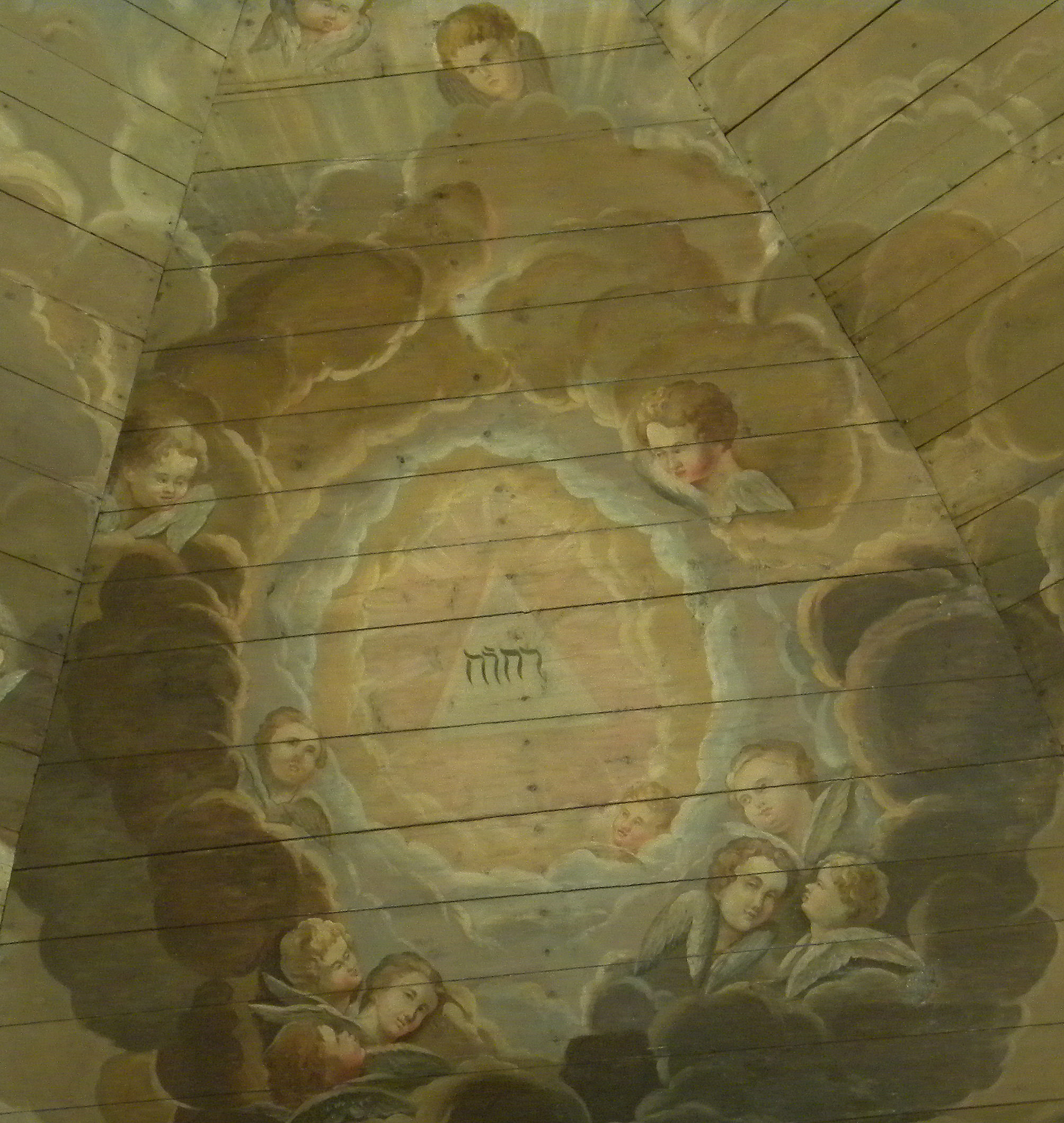
Takmålningen med tetragrammet JHWH.

## Takmålningar
Ett välvt trätak monterades 1687 och det bemålades 1732 av Johan Ross den äldre. Det taket byttes emellertid ut 1787 och fick ny målning påföljande år, vilken utfördes av Johan Liljedahl. Trots att kyrkan utvidgades och taket lades om 1845, bibehölls målningarna, fast vissa brädor kastades om. Taket målades sedan över 1862 och åter 1884. Först 1931 skrapades Liljedahls målningar i koret åter fram av konservatorn, som troligen även står för de kompletterande målningen av ljusblå himmel med moln. Det idag återstående motivet, förutom himlen, är en triangel med Guds namn på hebreiska omgiven av änglahuvuden. 

## Inventarier
- Dopfunt av täljsten, tillverkad i Ås cistercienserkloster under 1200-talets andra hälft, (bilder). Dekorationen härstammar från det heliga landet, där franska korsriddare fann mönstret och tog hem det till sitt land. Mönstret på cuppan föreställer paradisets trädgård och mitt i trädgården är livets vatten, dopvattnet. Dopfunten har tidigare varit bemålad.
- Predikstol, vars ursprungliga delar är från 1685.
- Altaruppsats från 1680 i vars mittparti motiven Korsfästelsen och Uppståndelsen återfinns, båda målade 1732 av den tyskfödde konstnären Johan Ross. På understycket, predellan, finns en inskription från kyrkans senaste renovering 1986: Jesus sade: "Jag är livets bröd", (Joh:6:35).

## Orglar
- 1883 - Salomon Molander, Göteborg, byggde en piporgel.
- 1937 - byggde Gebrüder Rieger en pneumatisk orgel med femton orgelstämmor fördelade på två manualer och pedal.
- 1986 - Ett nytt orgelverk, som inkluderar pipor och stämmor från tidigare instrument, byggdes av Hammarbergs Orgelbyggeri AB och invigdes 1986. Den gamla fasaden i klassicistisk stil från 1800-talet rengjordes och lister och ornament omförgylldes. Hela fronten målades om och anpassades till 1800-talets färgsättning med marmorimitation på pilastrar. Instrumentet har sjutton stämmor med disposition enligt nedan.[1][2]

| Huvudverk     | Öververk                            | Pedalverk    |
| Principal 8'  | Rörflöjt 8'                         | Subbas 16'   |
| Rörgedackt 8' | Fugara 8'                           | Oktavbas 8'  |
| Octava 4'     | Gemshorn 4'                         | Nachthorn 4' |
| Piccolo 2'    | Blockflöjt 2'                       |              |
| Mixtur IV ch. | Sesquialtera II ch. 2 2/3' + 1 3/5' |              |
|               | Cymbel III ch.                      |              |
|               | Krumhorn 8'                         |              |